# デラウェア・ラッカワナ・アンド・ウェスタン鉄道
デラウェア・ラッカワナ・アンド・ウェスタン鉄道（英語: Delaware, Lackawanna and Western Railroad、報告記号はDLW）は、かつてニュージャージー州ホーボーケンを拠点としてバッファロー、オスウェゴなどと結んでいたアメリカ合衆国の鉄道事業者である。1851年にペンシルベニア州のラッカワナ川渓谷で産出する無煙炭を輸送するため設立された。1960年にエリー鉄道と合併してエリー・ラッカワナ鉄道となり、さらに1976年にコンレールに吸収され消滅した。

## 歴史

### デラウェア・ラッカワナ・アンド・ウェスタン鉄道設立以前: 1832年 - 1853年

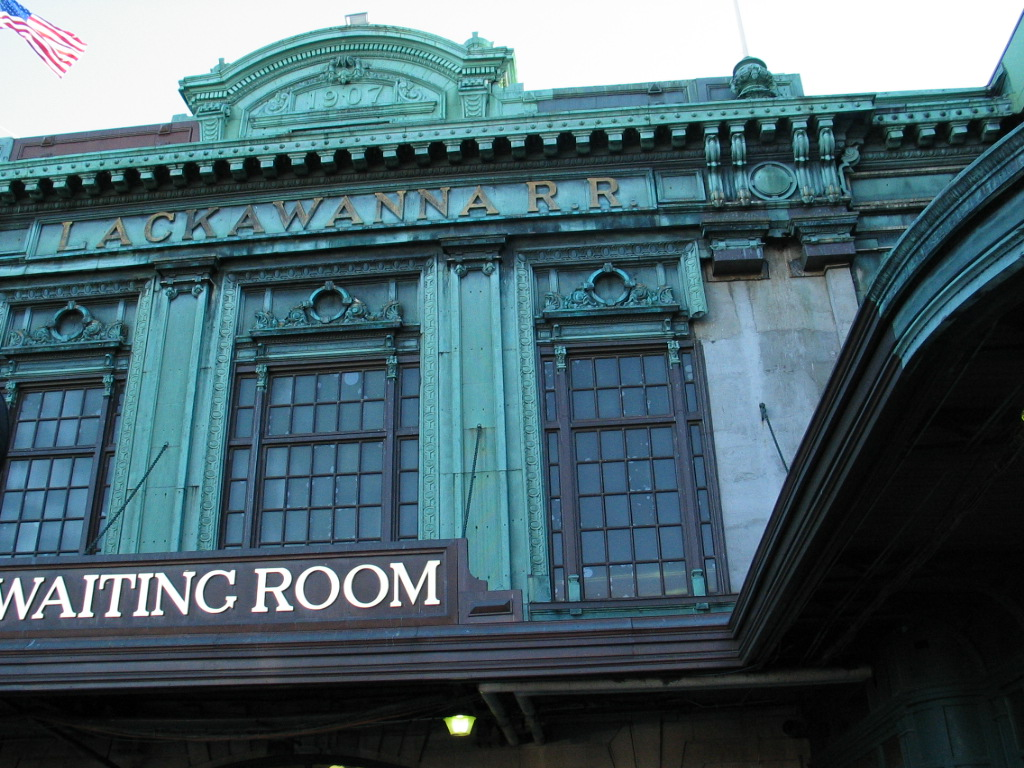
ホーボーケン駅に残るラッカワナ鉄道のサイン

リゲッツ・ギャップ鉄道 (Liggett's Gap Railroad) は1832年4月7日に設立されたが、長年休眠状態のままであった。1849年3月14日に路線特許を受けて1850年1月2日に発足した。1851年4月14日にラッカワナ・アンド・ウェスタン鉄道 (Lackwanna and Western Railroad) へ改称した。その路線はペンシルベニア州スクラントンから北へ、ニューヨーク州境のすぐ南にあるグレート・ベンドまで、1851年12月20日に開通した。グレート・ベンドから、ラッカワナ・アンド・ウェセウタン鉄道は北と西の方へニューヨーク・アンド・エリー鉄道の線路使用権を得てニューヨーク州オウェゴまで、そして1855年4月21日にはケイユーガ湖に面するイサカまでケイユーガ・アンド・サスケハナ鉄道 (Cayuga and Susquehanna Railroad) を借り受けた。このケイユーガ・アンド・サスケハナ鉄道は、1834年4月1日に開通したイサカ・アンド・オウェゴ鉄道 (Ithaca and Owego Railroad) の再編と一部の線路再建を行った鉄道であり、デラウェア・アンド・ラッカワナ鉄道を構成する鉄道網の中でも最古の部分である。この鉄道全体はニューヨーク・アンド・エリー鉄道と同じく6フィート（1,829 mm）の広軌で建設されていた。ただし、当初のイサカ・アンド・オウェゴ鉄道は標準軌で建設されており、ケイユーガ・アンド・サスケハナ鉄道として改築されたときに改軌されている。
デラウェア・アンド・コッブス・ギャップ鉄道 (Delaware and Cobb's Gap Railroad) は、1850年12月4日に路線特許を受けて、スクラントンから東にデラウェア川までの路線を建設した。この路線が開通する前に、ラッカワナ・スチールにより両社は合併されて、1853年3月11日にデラウェア・ラッカワナ・アンド・ウェスタン鉄道が発足した。デラウェア川のニュージャージー州側では、ウォーレン鉄道 (Warren Railroad) がデラウェア川の橋から南東へセントラル・レールロード・オブ・ニュージャージーに接続するハンプトンまで、1851年2月12日に路線特許を受けた。この鉄道の名前は、路線が主に存在するウォーレン郡にちなんでいる。

### 路線拡大: 1853年 - 1960年
のちにサザン・ディビジョンの名前で知られることになる、路線の残りの区間は、1856年5月27日にニュージャージー州側のウォーレン鉄道の区間を含めて開通した。標準軌のセントラル・レールロード・オブ・ニュージャージーのハンプトンより東の区間を三線軌条として、デラウェア・ラッカワナ・アンド・ウェスタン鉄道の列車がエリザベスまで線路使用権によって走れるようになった（セントラル・レールロード・オブ・ニュージャージーがジャージーシティまで延長されるのは1864年）。
1868年12月10日、デラウェア・ラッカワナ・アンド・ウェスタン鉄道はモリス・アンド・エセックス鉄道を買収した。この路線はニュージャージー州北部を東西に走っており、ワシントンでウォーレン鉄道と交差していることから、ジャージーシティまでセントラル・レールロード・オブ・ニュージャージーに頼らずに行けるようになった。バーゲン・ヒルに掘ったM&Eトンネルが1876年に開通し、ジャージーシティにおいてニューヨーク・レイク・エリー・アンド・ウェスタン鉄道の線路を使用しなければならないところを回避した。M&Eトンネルのほかに、ニュージャージー州においていくつかの支線の借り受けも行い、1870年に開通したブーントン線によって通しの貨物列車がニューアークを迂回して運転できるようになった。
デラウェア・ラッカワナ・アンド・ウェスタン鉄道は1869年にシラキュース・ビンガムトン・アンド・ニューヨーク鉄道を買収し、1869年2月13日にはオスウェゴ・アンド・シラキュース鉄道を借り受けた。これによりビンガムトンから北西へシラキュースを経由してオンタリオ湖に面した港オスウェゴまでの支線を手に入れた。
グリーン鉄道 (Greene Railroad) は1869年に設立され、1970年に開通してまもなくデラウェア・ラッカワナ・アンド・ウェスタン鉄道が借り受け、オスウェゴまでの支線からシェナンゴ・フォークスで分岐してグリーンまで通じた。やはり1870年にユーティカ・シェナンゴ・アンド・サスケハナ・バレー鉄道を借り受け、この支線を北へユーティカまで伸ばし、さらにリッチフィールド分岐点からリッチフィールド・スプリングスまでの支線も1872年に開通した。
バレー鉄道 (Valley Railroad) は1869年3月3日に設立され、ペンシルベニア州グレート・ベンドまでだった当初の路線の終点からニューヨーク州ビンガムトンまでを接続して、エリー鉄道の路線への依存をなくそうとした。この新線は1871年10月1日に開通した。
1873年までにデラウェア・ラッカワナ・アンド・ウェスタン鉄道はスクラントンから南西へノーサンバーランドまでの支線であるラッカワナ・アンド・ブルームズバーグ鉄道の支配権を握った。またペンシルバニア鉄道傘下のノーザン・セントラル鉄道の線路使用権を通じてサンベリーまで乗り入れた。
1876年3月15日に、全線が1日で標準軌に改軌された。
ニューヨーク・ラッカワナ・アンド・ウェスタン鉄道 (New York, Lackawanna and Western Railroad) は、1880年8月26日に路線特許を受けて、1882年9月17日にデラウェア・ラッカワナ・アンド・ウェスタン鉄道を延長してビンガムトンから北西へバッファローまでを開通させた。この本線はインターナショナル橋を通ってオンタリオ州へ通じており、支線がバッファローへ通じていた。
1903年12月1日、デラウェア・ラッカワナ・アンド・ウェスタン鉄道はエリー・アンド・セントラル・ニューヨーク鉄道の営業を始め、オスウェゴまでの路線のコートランド分岐点から東へシンシナタスまで通じた。
1909年までにはバンゴア・アンド・ポートランド鉄道を支配下におさめた。この路線は本線からペンシルベニア州ポートランドから分岐して南西へナザレスまでを結んでおり、またマーティンズ・クリークまでの支線もあった。

### 新しいターミナル駅と線路付け替え

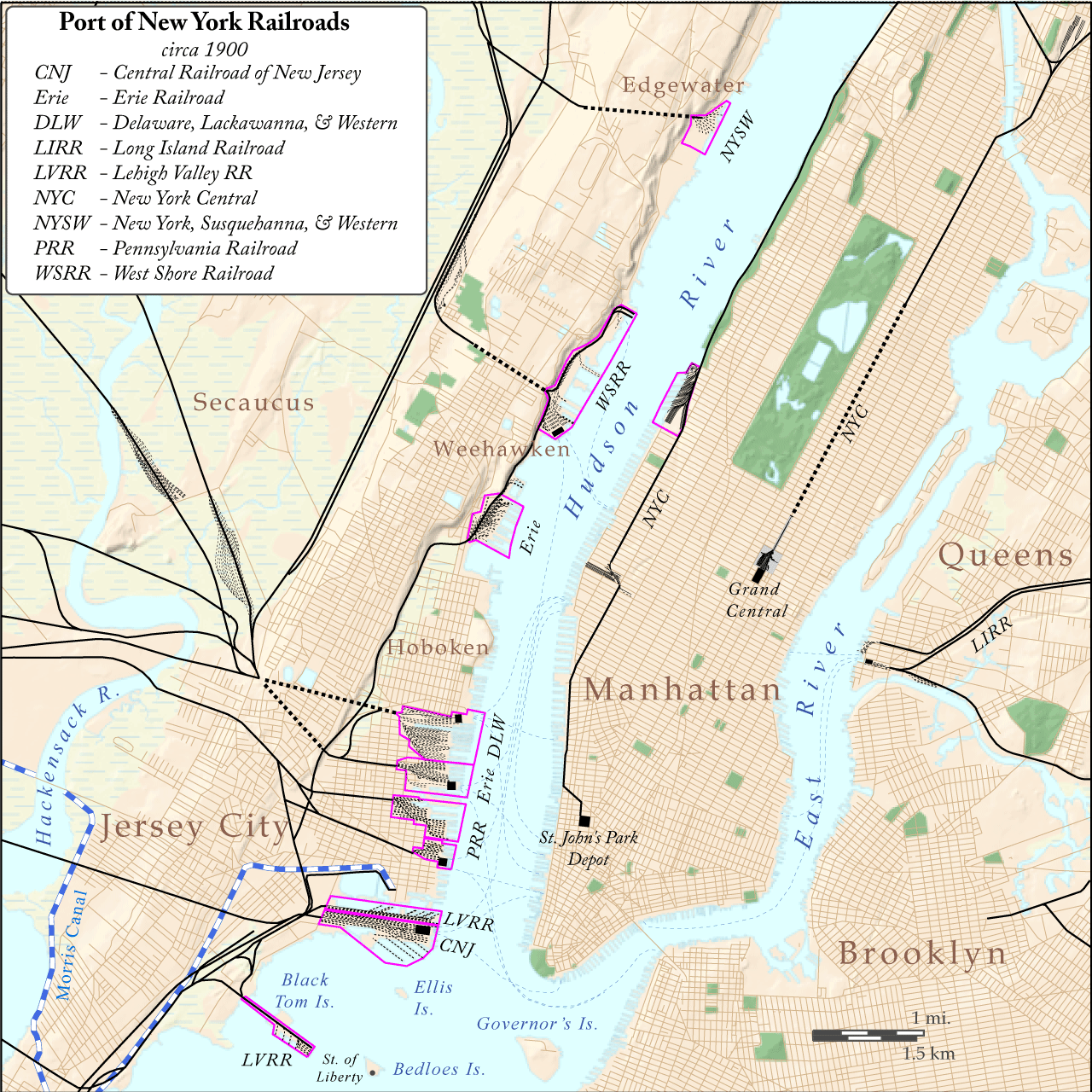
ホーボーケン駅は「DLW」（1900年頃）

デラウェア・ラッカワナ・アンド・ウェスタン鉄道は1907年にニュージャージー州ホーボーケンにボザール様式のホーボーケン駅を建設し、続いてペンシルベニア州スクラントンにやはりボザール様式の旅客駅を1908年に建設した。この建物は現在ではラディッソンホテルになっている。
ラッカワナ・レールロード・オブ・ニュージャージー (Lackawanna Railroad of New Jersey) は1908年2月7日に路線特許を受け、ラッカワナカットオフ（ニュージャージーカットオフあるいはホパトコング-スレイトフォードカットオフとも）を1911年12月24日に開通させた。これによりニュージャージー州北西部において緩勾配の路線を手に入れた。この路線にはデラウェア川橋やポーリンスキル橋などがある。
1912年から1915年にかけて、サミット-ホールステッドカットオフ（ペンシルバニアカットオフあるいはニコルソンカットオフとも）が建設され、曲線と勾配の多いクラークス・サミットとホールステッドの間を置き換えた。この線路付け替えにより、スクラントンとビンガムトンを結ぶ高速で緩勾配の路線を手に入れた。このカットオフには巨大なタンカノック橋とマーティンズ・クリーク橋がある。
どちらのカットオフも20世紀初頭の建設であるが、踏切がなく高速輸送に適していた。

### 衰退
1955年8月にハリケーン・ダイアンがポコノ山脈中の本線のかなりの部分を流失させてしまい、1か月近く不通となった。これに伴う負債や運行上の制約から、1960年にエリー鉄道と合併してエリー・ラッカワナ鉄道となった。

### その後: 1960年以降

#### エリー・ラッカワナ鉄道
1960年10月17日、デラウェア・ラッカワナ・アンド・ウェスタン鉄道はかつてのライバルであったエリー鉄道と合併してエリー・ラッカワナ鉄道となった。
エリー鉄道との合併により、デラウェア・ラッカワナ・アンド・ウェスタン鉄道の路線のかなりの部分が余剰となった。ビンガムトンから西へコーニングまでのデラウェア・ラッカワナ・アンド・ウェスタン鉄道の本線はエリー鉄道の本線のすぐそばを並行しており、すでに共同営業を選んで1958年に廃止されていた。一方で、エリー鉄道のバッファロー・ニューヨーク・アンド・エリー鉄道線は、デラウェア・ラッカワナ・アンド・ウェスタン鉄道の本線の方を選んで、コーニングからリボニアまでが廃止となった。ニュージャージーカットオフは、デラウェア・ラッカワナ・アンド・ウェスタン鉄道の時代の1958年にすでに単線に切り詰められていた。旅客列車のほとんどはビンガムトン以東でデラウェア・ラッカワナ・アンド・ウェスタン鉄道側に回され、ホーボーケン駅に発着した。州間高速道路80号線の建設のために、ブーントン支線がパターソンまで廃止されて用地を高速道路に明け渡した。ブーントン支線の西側はエリー鉄道のグリーンウッド・レイク線と組み合わせられ、一方東側はエリー鉄道のメイン・ラインと組み合わせられた。メイン・ラインはパセーイクまでが廃止となった。

#### コンレール
コンレールは1976年にエリー・ラッカワナ鉄道を吸収した。ニュージャージー・トランジットが旧デラウェア・ラッカワナ・アンド・ウェスタン鉄道のニュージャージー州内の路線のほとんどを買収し、本線のハケッツタウン以東もこれに含まれた。本線については、コンレールも線路使用権を得て運行した。ニュージャージーカットオフは1979年に廃止され、1984年に線路が撤去されたが、敷地は1998年にニュージャージー州が4000万ドルの債券を発行して買収しており、そのまま残されている。ニュージャージー・トランジットは、ニュージャージーカットオフをスクラントンまで運行再開するためには5億5100万ドルかかると見積もっており、これには車両の費用を含んでいる。

#### デラウェア・アンド・ハドソン鉄道（カナダ太平洋鉄道）
1979年にコンレールは、ペンシルベニア州内の旧デラウェア・ラッカワナ・アンド・ウェスタン鉄道線を、スクラントンからビンガムトンまでの区間を含めて、デラウェア・アンド・ハドソン鉄道に売却した。デラウェア・アンド・ハドソン鉄道は1991年にカナダ太平洋鉄道に吸収された。それ以降、カナダ太平洋鉄道がこの路線を運行している。

#### ニューヨーク・サスケハナ・アンド・ウェスタン鉄道
ビンガムトンの北のシラキュース・アンド・ユーティカ支線はコンレールによりDO Corp.に売却されて、ニューヨーク・サスケハナ・アンド・ウェスタン鉄道のノーザン・ディビジョンとして運行されている。ただし2007年からユーティカ支線のシェナンゴ・フォークスとオックスフォードの間は、線路流失および輸送量の低迷により運行が中止されている。

#### ノーフォーク・サザン鉄道
1997年にコンレールはCSXトランスポーテーションおよびノーフォーク・サザン鉄道によって買収された。1999年6月1日にニュージャージー州における多くのコンレール路線を引き継ぎ、これにはかつてのデラウェア・ラッカワナ・アンド・ウェスタン鉄道の路線のほとんどを含んでいた。ノーフォーク・サザン鉄道はこれらの路線でローカル貨物列車の運行を続けている。

#### ニュージャージー・トランジット
エリー・ラッカワナ鉄道、のちにコンレールが補助金を受けて運行してきた路線は、ニュージャージー・トランジットが契約により1983年に旅客営業を引き継いだ。ニュージャージー・トランジットはかつてのデラウェア・ラッカワナ・アンド・ウェスタン鉄道のうち旧モリス・アンド・エセックス鉄道のほとんどの区間、グラッドストンとハケッツタウンの間で運行を行っている。2002年にニュージャージー・トランジットはモントクレア支線とブーントン線を統合してモントクレア-ブーントン線とした。ニュージャージー・トランジットは、ブーントン線の東側の区間もメイン・ラインとして運行している。ニュージャージー・トランジットの中心駅はホーボーケン駅となっている。
1998年にニュージャージー州とペンシルベニア州は、廃止されたニュージャージー・カットオフを総額2100万ドルで、それぞれの州内の区間について買収した。これはホーボーケンからスクラントンまでの旅客営業を再開することを考えたものであった。皮肉なことに、単線化されたかつてのデラウェア・ラッカワナ・アンド・ウェスタン鉄道の本線について、スクラントンからポートモリスまでの全線を1983年に650万ドルで売却するとコンレールに提案されていたのであったが、先見の明がなくこの提案を断ってしまっていた。ペンシルベニア州はさらに大金を費やして、旧デラウェア・ラッカワナ・アンド・ウェセウタン鉄道の本線の線路のうち、ラッカワナ郡とモンロー郡内について、1992年に買収している。

#### ペンシルバニア・ノースイースト・リージョナル・レール・オーソリティ
1998年のコンレール分割に伴い、デラウェア・ラッカワナ・アンド・ウェスタン鉄道の本線のうちスクラントンから東へモンロー郡内の区間の残存部分については、ペンシルバニア・ノース・イースト・リージョナル・レール・オーソリティが所有し、デラウェア-ラッカワナ鉄道という指定事業者によって列車を運行している。2006年にモンロー郡とラッカワナ郡の鉄道当局が、ニューヨークとスクラントンを結ぶ通勤列車の運行を早急に再開させるためにともにペンシルバニア・ノースイースト・リージョナル・レール・オーソリティを結成した。スクラントンからスティームタウン国定史跡の保存蒸気機関車列車の運行が行われているのは、モスコーおよびトビハンナへのポコノ本線である。1998年の夏以来、デラウェア-ラッカワナ鉄道はカナダ太平洋鉄道との協定に基づき、カナダからの穀物輸送列車をスクラントンとポコノ・サミットのハーベスト・ステーツ・グレイン・ミルの間で運行している。ラッカワナ・アンド・ワイオミング・バレー鉄道の当初の区間とエリー鉄道のワイオミング・ディビジョンのスクラントン-モンタージュ・マウンテンの間はラッカワナ郡によって買収され、架空電車線方式で指定事業者のデラウェア-ラッカワナ鉄道の管理の下で貨物営業と郡の観光用のエレクトリック・シティ・トロリー博物館の電車を走らせている。

#### その他の区間
ビンガムトン以西の本線の大半は、エリー鉄道のバッファロー・アンド・ニューヨーク・シティ鉄道を選んで廃止となった。本線のうちもっとも長く残っている区間はペインティッド・ポスト-ウェイランド間で、B&Hレールによりショートラインの運営が行われている。これより短い残存区間としては、グローブランド-グレイグスビル（ジェネシー・アンド・ワイオミング鉄道）、ランカスター-デピュー（デピュー・ランカスター・アンド・ウェスタン鉄道）がある。リッチフィールド・スプリングス支線は数年間の運行休止の後1998年に廃止となった。シンシナタス支線はエリー・ラッカワナ鉄道によって1960年に廃止となったが、1999年に一部専用線として再建された。